# Boarmia niveisinata
Boarmia niveisinata là một loài bướm đêm trong họ Geometridae.